# 珠圆梭螺
珠圆梭螺（学名：Globovula margarita），又名真珠海兔螺，为梭螺科圆梭螺属的动物。分布于日本、菲律宾、新加坡、印度尼西亚、澳大利亚、珀迪群岛、俾斯麦群岛、汤加群岛、台湾岛以及中国大陆的西沙群岛等地，生活习性为暖水性。其常生活于从潮间带低潮线附近至30m水深以及腔肠动物的棘鸡头属的枝杈间。该物种的模式产地在汤加。